# لاسه شلوتر
لاسه شلوتر (انگلیسی: Lasse Schlüter؛ زادهٔ ۲۷ آوریل ۱۹۹۲) بازیکن فوتبال اهل آلمان است.
از باشگاه‌هایی که در آن بازی کرده‌است می‌توان به باشگاه فوتبال هامبورگ اشاره کرد.